# Salto con gli sci alla XXII Universiade invernale
Nel salto con gli sci alla XXII Universiade invernale si sono disputate quattro gare: tre maschili e una femminile. Le gare si sono svolte dal 13 al 19 gennaio 2005 in Austria, a Seefeld sul trampolino K90 Toni Seelos e a Innsbruck sul trampolino HS130 Bergisel.

## Podi

### Uomini
| Evento            | Oro                                                        | Punteggio | Argento                                                                  | Punteggio | Bronzo                                                                     | Punteggio |
| K90 individuale   | Manuel Fettner                                             | 252,0     | Reinhard Schwarzenberger                                                 | 248,0     | Nejc Frank                                                                 | 237,0     |
| HS130 individuale | Manuel Fettner                                             | 252,2     | Florian Liegl                                                            | 248,9     | Martin Koch                                                                | 243,9     |
| K90 a squadre     | Slovenia Anže Damjan Matevž Šparovec Rok Urbanc Nejc Frank | 748,0     | Polonia Grzegorz Sobczyk Rafał Śliż Marcin Bachleda Krystian Długopolski | 729,5     | Austria Stefan Kaiser Christoph Strickner Alexander Seiwald Manuel Fettner | 721,0     |

### Donne
| Evento          | Oro              | Punteggio | Argento         | Punteggio | Bronzo      | Punteggio |
| K90 individuale | Daniela Iraschko | 241,5     | Monika Pogladič | 233,5     | Seiko Koasa | 227,5     |

## Medagliere
| Posizione | Paese    | Oro | Argento | Bronzo | Totale |
| --------- | -------- | --- | ------- | ------ | ------ |
| 1         | Austria  | 3   | 2       | 2      | 7      |
| 2         | Slovenia | 1   | 1       | 1      | 3      |
| 3         | Polonia  | 0   | 1       | 0      | 1      |
| 4         | Giappone | 0   | 0       | 1      | 1      |
| Totale    | Totale   | 4   | 4       | 4      | 12     |